# پونی کوچولوی من: دوستی معجزه است
پونی کوچولوی من: دوستی معجزه است (انگلیسی: My Little Pony: Friendship Is Magic) یک مجموعهٔ پویانمایی تلویزیونی است بر اساس فرنچایز پونی کوچولوی من از هاسبرو که یک کمپانی ساخت اسباب بازی است، ساخته شده‌است. داستان این مجموعه درباره یک پونی اهل مطالعه به نام توایلایت اسپارکل (تارا استرانگ)، دستیار اژدهایش، اسپایک (کتی وسلاک) و دوستانش، اپل‌جک (اشلی بال)، رریتی (تبیثا سن‌ژرمان)، فلاترشای (اندریا لیبمن)، رینبو دش (بال) و پینکی پای (لیبمن) است. آنها به ماجراجویی می‌پردازند و به دیگران در اطراف اکواستریا کمک می‌کنند و مشکلات را با دوستی‌های خود حل می‌کنند.
این مجموعه که با استفاده از نرم‌افزار فلش انیمیشن‌سازی شده، از تاریخ ۱۰ اکتبر ۲۰۱۰ تا ۱۲ اکتبر ۲۰۱۹ از شبکه دیسکاوری فمیلی (که قبلاً هاب نامیده می‌شد) پخش شد. هاسبرو انیماتور لورن فاوست را به عنوان سرپرست این نمایش انتخاب کرد. فاوست شخصیت‌های عمیق‌تری و زمینه‌های ماجراجویانه‌تری ایجاد کرد و در تلاش بود نمایشی بسازد که شبیه به بازی‌هایی باشد که او به عنوان یک کودک با اسباب‌بازی‌هایش انجام می‌داد و عناصر فانتزی را در آن گنجاند. با این حال، به دلیل برنامه تولید شلوغ و کمبود کنترل خلاقانه، او در فصل دوم سریال آن را ترک کرد.
دوستی معجزه است به یکی از پر امتیازترین تولیدات در هاب تبدیل شد. با وجود هدف‌گذاری به سوی دختران جوان، این مجموعه به طور غیرمنتظره‌ای دایره وسیعی از تماشاگران بزرگسال، به ویژه مردان بزرگسال به نام «برونی‌ها» را جذب کرد. این مجموعه فرصتی‌های جدیدی برای فروش کالا برای هاسبرو فراهم کرد. یک فرنچایز اسپین‌آف (پونی کوچولو: دختران اکواستریا) در سال ۲۰۱۳ آغاز شد و به مدت شش سال در کنار این مجموعه ادامه یافت. یک فیلم بلند بر اساس این مجموعه، فیلم پونی کوچولو، در اکتبر ۲۰۱۷ در ایالات متحده منتشر شد. همچنین، یک مجموعه کمدی اسپین‌آف، پونی کوچولوی من: زندگی پونی در نوامبر ۲۰۲۰ از دیسکاوری فمیلی پخش شد.

## مقدمه
در قلمروی اکواستریا، سه نوع از پونی‌ها—پونی‌های زمینی، پگاسوس‌ها و تک‌شاخ‌ها—به‌طور هماهنگ زندگی می‌کنند. توایلایت اسپارکل، یک تک‌شاخ اهل مطالعه (که بعداً یک الیکورن می‌شود)، به درخواست حاکم اکواستریا (و مربی‌اش) پرنسس سلستیا به پونی‌ویل سفر می‌کند تا درباره دوستی بیاموزد. توایلایت و اسپایک، دستیار اژدهایش، با پنج پونی دیگر به نام‌های اپل‌جک، رریتی، فلاترشای، رینبو دش و پینکی پای دوست صمیمی می‌شوند. این پونی‌ها متوجه می‌شوند که هر یک نمایانگر جنبه‌های مختلف دوستی هستند و با استفاده از اشیاء جادویی به نام عناصر هماهنگی، به ماجراجویی‌هایی می‌پردازند و به دیگران در سراسر اکواستریا کمک می‌کنند و مشکلات دوستی‌های خود را حل می‌کنند.

## بازیگران و شخصیت‌ها
- تارا استرانگ در نقش توایلایت اسپارکل، یک تک‌شاخ ساده اجتماعی (بعداً یک الیکورن) که عاشق خواندن است اما در ابتدا مشکل پیدا کردن دوست دارد.
- اشلی بال در نقش:
  - اپل‌جک، یک پونی زمینی سخت‌کوش که خانواده‌اش یک مزرعه دارند.
  - رینبو دش، یک پگاسوس خودپسند و ورزشی.
- تبیثا سن‌ژرمان در نقش رریتی، یک تک‌شاخ پر زرق و برق که صاحب یک بوتیک است.
- اندریا لیبمن در نقش:
  - فلاترشای، یک پگاسوس ترسو که حیوانات دیگر را دوست دارد.
  - پینکی پای، یک پونی زمینی سرگرم‌کننده که از برگزاری جشن‌ها لذت می‌برد.
- کتی وسلاک در نقش اسپایک، یک اژدهای کوچک که دستیار توایلایت است.